# Трапи
Трапи (на шведски: trappa – стълба) е групово название на основните магмени скали с характерни стъпаловидни форми (диабази, габродиабази, габро, Долерити и базалти), заемащи значителни площи в т.нар. траповидни области. В състава на скалите, изграждащи трапите, влизат: моноклинален пироксен (обичайно авгит), оливин, основен плагиоклаз, магнетит, апатит, по-рядко се срещат ромбичен пироксен и биотит и множество вторични минерали: идингсит, пелагонит, хлорит, цеолит, пренит, актинолит и др. За трапите е много характерна офитовата структура, а по-рядко микролитова или стъкловидна структура. Обичайно трапите представляват полегато залягащи изстинали лавови потоци, понякога със закръглена структура, пластове от туфи или интрузивни пластови тела с мощност от 10 до 25 m. Срещат се също дайки, щокове, пръстеновидни и цилиндрични интрузиви.
Трапите са характерни за платформените области на земната кора. Те заемат значителни пространства в Източен Сибир (около 2 млн. km²), Индия (платото Декан), Южна Африка и Южна Америка (платото Парана). По-голямата част от трапите принадлежат към производните на толеитовата магма, частично – към оливин-базалтовите магми, и имат, видимо мантиен произход. В Средносибирското плато внедряването и изливането на магма, формирала трапите, става на няколко фази, в течение на много продължителен период (от перма до средния триас), а мощността им достига до 2000 m.
Трапите включват в себе си много видове полезни изкопаеми. С процесите на диференциации на магмата, образуващи трапите, са свързани сулфидните медно-никелови находища (Норилски руден район), находищата на платина (Южна Африка) и желязо, а с продуктите на хидротермалните постмагматични процеси – находищата на исландски фелдшпат. Към траповите области са привързани находищата на графит, възникнали при контактния метаморфизъм на въглищата под въздействието на трапите.